# Jens Gotthelf
Jens Gotthelf (* 18. Mai 1968 in Løjt Kirkeby) ist ein dänischer Schauspieler.

## Leben
Jens Gotthelf wuchs in der süddänischen Kleinstadt Løjt Kirkeby auf. Seine Zwillingsschwester Tine Gotthelf ist ebenfalls als Schauspielerin tätig.
Er absolvierte seine Schauspielausbildung von 1992 bis 1996 an der Staatlichen Theaterhochschule in Kopenhagen. Als Bühnendarsteller wirkte er in zahlreichen Theaterstücken, Musicals und in Kabarett-Programmen mit, so unter anderem auch am Königlichen Theater Kopenhagen, am Folketeatret, am Odense Teater, am Aarhus Teater oder am Aalborg-Theater. Seit Mitte der 1990er-Jahre hat er als Schauspieler vor der Kamera in mehreren Filmen und Fernsehserien mitgewirkt.
Gotthelf ist seit dem 24. Juli 1999 mit der Schauspielerin Meike Bahnsen verheiratet, die er während seiner Schauspielausbildung kennengelernt hatte. Das Paar hat keine Kinder und lebt in Kopenhagen.

## Filmografie (Auswahl)
- 1996: Morsdag
- 1997: Mellem brodre
- 2013: Timerne med Christine
- 2019: Myrekryb
- 2020: Small Town Criminals – Vollzeiteltern, Teilzeitgauner (Fernsehserie, 1 Folge)